# Mitteleuropa-Rallye
Die Mitteleuropa-Rallye war eine Marathonrallye. Sie wurde 2008 als Ersatzveranstaltung der Rallye Dakar 2008, die aufgrund von Terrorismusgefahr abgesagt wurde, in Mitteleuropa ausgetragen.
Die Rallye startete am 20. April 2008 in Budapest und führte über eine 2671 Kilometer lange Route nach Rumänien und wieder zurück nach Ungarn, wo sie am 26. April 2008 am Plattensee endete. 238 Teams nahmen an dieser Veranstaltung teil. Organisator der Rallye war der Ungar Szalay Balázs, der zugleich auf einem Opel Antara als Fahrer teilnahm.
Die Mitteleuropa-Rallye war der erste Lauf der neuen Dakar-Serie, die am 4. Januar 2008 von der Amaury Sport Organisation gegründet wurde.

## Etappen und Etappensieger
| Etappe | Datum                | Von                                             | Nach                                            | Wertung                                         | Verbindung                                      | Gesamt                                          |                   | Etappensieger        | Etappensieger                         | Etappensieger                                     | Etappensieger |
| ------ | -------------------- | ----------------------------------------------- | ----------------------------------------------- | ----------------------------------------------- | ----------------------------------------------- | ----------------------------------------------- | ----------------- | -------------------- | ------------------------------------- | ------------------------------------------------- | ------------- |
|        | Samstag 19. April    | Technische und administrative Tests in Budapest | Technische und administrative Tests in Budapest | Technische und administrative Tests in Budapest | Technische und administrative Tests in Budapest | Technische und administrative Tests in Budapest | Motorräder        | Quads                | Automobile                            | Trucks                                            |               |
| 1      | Sonntag 20. April    | Budapest                                        | Baia Mare                                       | 63 km                                           | 468 km                                          | 531 km                                          | Marc Coma         | László Szabó         | Carlos Sainz senior Michel Périn      | Hans Stacey Eddy Chevaillier Bernard der Kinderen |               |
| 2      | Montag 21. April     | Baia Mare                                       | Baia Mare                                       | 152 km                                          | 148 km                                          | 292 km                                          | David Casteu      | Razvan Paul Irimescu | Michael Petersen Matthew Stevenson    | Hans Stacey Eddy Chevaillier Bernard der Kinderen |               |
| 3      | Dienstag 22. April   | Baia Mare                                       | Debrecen                                        | 152 km                                          | 285 km                                          | 437 km                                          | Jaroslav Katrinak | Razvan Paul Irimescu | Giniel de Villiers Dirk von Zitzewitz | Aleš Loprais Ladislav Lála Milan Holáň            |               |
| 4      | Mittwoch 23. April   | Debrecen                                        | Veszprém                                        | 150 km                                          | 430 km                                          | 580 km                                          | Cyril Despres     | Hubert Deltrieu      | Carlos Sainz senior Michel Périn      | Hans Stacey Eddy Chevaillier Bernard der Kinderen |               |
| 5      | Donnerstag 24. April | Veszprém                                        | Veszprém                                        | 210 km                                          | 107 km                                          | 317 km                                          | David Casteu      | Norbert Németh       | Carlos Sainz senior Michel Périn      | Hans Stacey Eddy Chevaillier Bernard der Kinderen |               |
| 6      | Freitag 25. April    | Veszprém                                        | Veszprém                                        | 210 km                                          | 107 km                                          | 317 km                                          | Cyril Despres     | Hubert Deltrieu      | Carlos Sainz senior Michel Périn      | Hans Stacey Eddy Chevaillier Bernard der Kinderen |               |
| 7      | Samstag 26. April    | Veszprém                                        | Balatonfüred                                    | 155 km                                          | 42 km                                           | 197 km                                          | Jaroslav Katrinak | Christophe Declerck  | Carlos Sainz senior Michel Périn      | Hans Stacey Eddy Chevaillier Bernard der Kinderen |               |
|        |                      |                                                 | Gesamt:                                         | 1092 km                                         | 1579 km                                         | 2671 km                                         |                   |                      |                                       |                                                   |               |

## Ergebnisse

### Motorräder
| Position | Startnr. | Fahrer                  | Team                   | Fahrzeug      | Zeit      |
| -------- | -------- | ----------------------- | ---------------------- | ------------- | --------- |
| 1        | 3        | David Casteu            | Team Kastle KTM        | KTM 690 Rally | 12h21"14" |
| 2        | 10       | Francisco López         | Team Movistar KTM      | KTM 690 Rally | 12h24'12" |
| 3        | 14       | Alain Duclos            | Team KTM - Toni - Togo | KTM 690 Rally | 12h40'53" |
| 4        | 57       | José Manuel Pellicer    | Burn Team              | Yamaha 450    | 12h42'34" |
| 5        | 1        | Cyril Despres           | Team Red Bull KTM      | KTM 690 Rally | 12h44'04" |
| 6        | 7        | Jordi Viladoms          | Team KTM Respol        | KTM 690 Rally | 12h49'11" |
| 7        | 4        | Pål Anders Ullevålseter | Team Scandinavia       | KTM 690 Rally | 13h05'58" |
| 8        | 6        | Janis Vinters           | Team JV Moto Team Riga | KTM 690       | 13h12'16" |
| 9        | 17       | Jonah Street            | Team Top Rally Panam   | KTM 690       | 13h18'46" |
| 10       | 8        | Jaroslav Katrinak       | Environ Team           | KTM 530 EXC   | 13h18'48" |

### Quads
| Position | Startnr. | Fahrer              | Team                      | Fahrzeug                | Zeit      |
| -------- | -------- | ------------------- | ------------------------- | ----------------------- | --------- |
| 1        | 118      | Hubert Deltrieu     | Team Xtreme Plus          | Polaris Outlaw 525      | 14h36'55" |
| 2        | 113      | Christophe Declerck | Team Quad Aventures       | Yamaha Raptor 700       | 15h05'47" |
| 3        | 116      | Martin Antal        | Quad Extrem Slovakia Team | Polaris Outlaw          | 15h37'24" |
| 4        | 119      | Alain Multinu       | Team Xtreme Plus          | Polaris Scrambbler 500E | 16h37'03" |
| 5        | 123      | Alexander Pauliner  | Team Dakar Romania        | Yamaha Raptor 700       | 17h19'53" |
| 6        | 128      | Tamas Meszoly       |                           | Polaris Outlaw 525      | 17h37'34" |
| 7        | 121      | Jean Claude Auret   | Team MD Rallye Sport      | Can-Am ATV              | 17h40'27" |
| 8        | 130      | László Szabó        |                           | Bombardier Quest DS650  | 17h42'15" |
| 9        | 114      | Eudalo Noe Tubau    | Team Quads & Bikes        | Honda TRX 680 Rincon    | 18h00'27" |
| 10       | 115      | Camelia Liparoti    | Team MD Rallye Sport      | Polaris Outlaw 525 IRS  | 18h43'45" |

### Automobile
| Position | Startnr. | Fahrer                                 | Team                            | Fahrzeug                    | Zeit      |
| -------- | -------- | -------------------------------------- | ------------------------------- | --------------------------- | --------- |
| 1        | 201      | Carlos Sainz senior Michel Périn       | Team Volkswagen Motorsport 1    | Volkswagen Race Touareg 2   | 11h18'08" |
| 2        | 200      | Stéphane Peterhansel Jean Paul Cottret | Team Repsol Mitsubishi Ralliart | Mitsubishi Pajero Evolution | 11h20'09" |
| 3        | 213      | Dieter Depping Timo Gottschalk         | Team Volkswagen Motorsport 1    | Volkswagen Race Touareg 2   | 11h24'42" |
| 4        | 202      | Luc Alphand Gilles Picard              | Team Repsol Mitsubishi Ralliart | Mitsubishi Pajero Evolution | 11h25'36" |
| 5        | 209      | Carlos Sousa Andreas Schulz            | Team Lagos                      | Volkswagen Race Touareg 2   | 11h51'53" |
| 6        | 211      | Bruno Saby Alain Guehennec             | Team X-Raid                     | BMW X3 CC                   | 12h04'38" |
| 7        | 218      | B.J. Baldwin Kevin Heath               | Team Dakar USA                  | Hummer H3                   | 12h14'10" |
| 8        | 215      | Philippe Gache François Flick          | Team S.M.G.                     | Buggy SMG                   | 12h25'16" |
| 9        | 245      | Miroslav Zapletal Vladimír Nemajer     | Team Offroadsport CZ            | Mitsubishi L200             | 12h30'27" |
| 10       | 212      | Robby Gordon Andy Grider               | Team Dakar USA                  | Hummer H3                   | 12h43'46" |

### Trucks
| Position | Startnr. | Fahrer                                              | Team                       | Fahrzeug         | Zeit      |
| -------- | -------- | --------------------------------------------------- | -------------------------- | ---------------- | --------- |
| 1        | 400      | Hans Stacey Eddy Chevaillier Bernard der Kinderen   | Team MAN With a Mission 2  | MAN TGS          | 11h43'20" |
| 2        | 402      | Wulfert van Ginkel Daniel Bruinsma Richard de Rooy  | Team Ginaf Rally Power     | Ginaf X-2222     | 12h17'03" |
| 3        | 401      | Aleš Loprais Ladislav Lála Milan Holáň              | Loprais Tatra Team         | Tatra 815-2      | 12h36'38" |
| 4        | 419      | Marek Spáčil Jiří Žák Zdeněk Němec                  | Team Tedom Truck           | Liaz 151154      | 13h11'02" |
| 5        | 421      | Marco Dono Andrea Vittorio Bettiga Angelo Fumagalli | Team Motorsport Italia SRL | Iveco Trakker    | 13h11'47" |
| 6        | 418      | Rob Vink Gerard van Winkoop Martien Hol             | Team Vink Rallysport       | Ginaf X-2222     | 13h25'07" |
| 7        | 406      | Pep Vila Roca Moisès Torrallardona Joaquin Busoms   | Epsilon Team               | Mercedes 1844 AK | 13h33'24" |
| 8        | 405      | Geert Verhoeven Peter Willemsen Johann van Gestel   | Team MAN With a Mission 2  | MAN TGA          | 13h33'57" |
| 9        | 423      | Zoltan Szaller Lazlo Karoly Pocsik Tibor Scitari    | Team RTL Motorsport Klub   | MAN M2000L       | 13h34'37  |
| 10       | 409      | Franz Echter Artur Klein Detlef Ruf                 | Team MAN With a Mission 2  | MAN TGS          | 13h37'03" |